# Акидзуки (княжество)
Княжество Акидзуки (яп. 秋月藩 Акидзуки-хан) — феодальное княжество (хан) в Японии периода Эдо (1623—1871). Акидзуки-хан располагался в провинции Тикудзэн (современная префектура Фукуока) на острове Кюсю.

Мон рода Курода

Сихан (яп. 支藩), дочернее княжество Фукуока-хана.

## Краткая информация

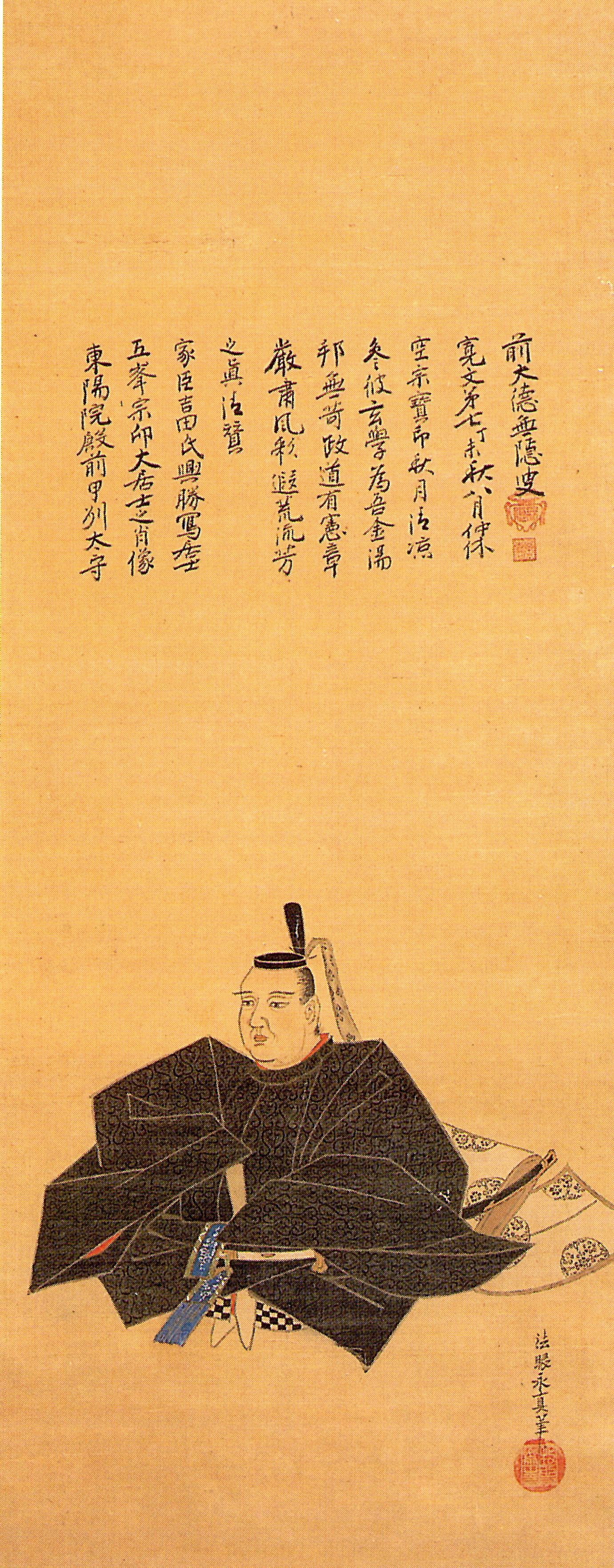
Курода Нагаоки (1610—1665), 1-й даймё Акидзуки-хана (1623—1665)

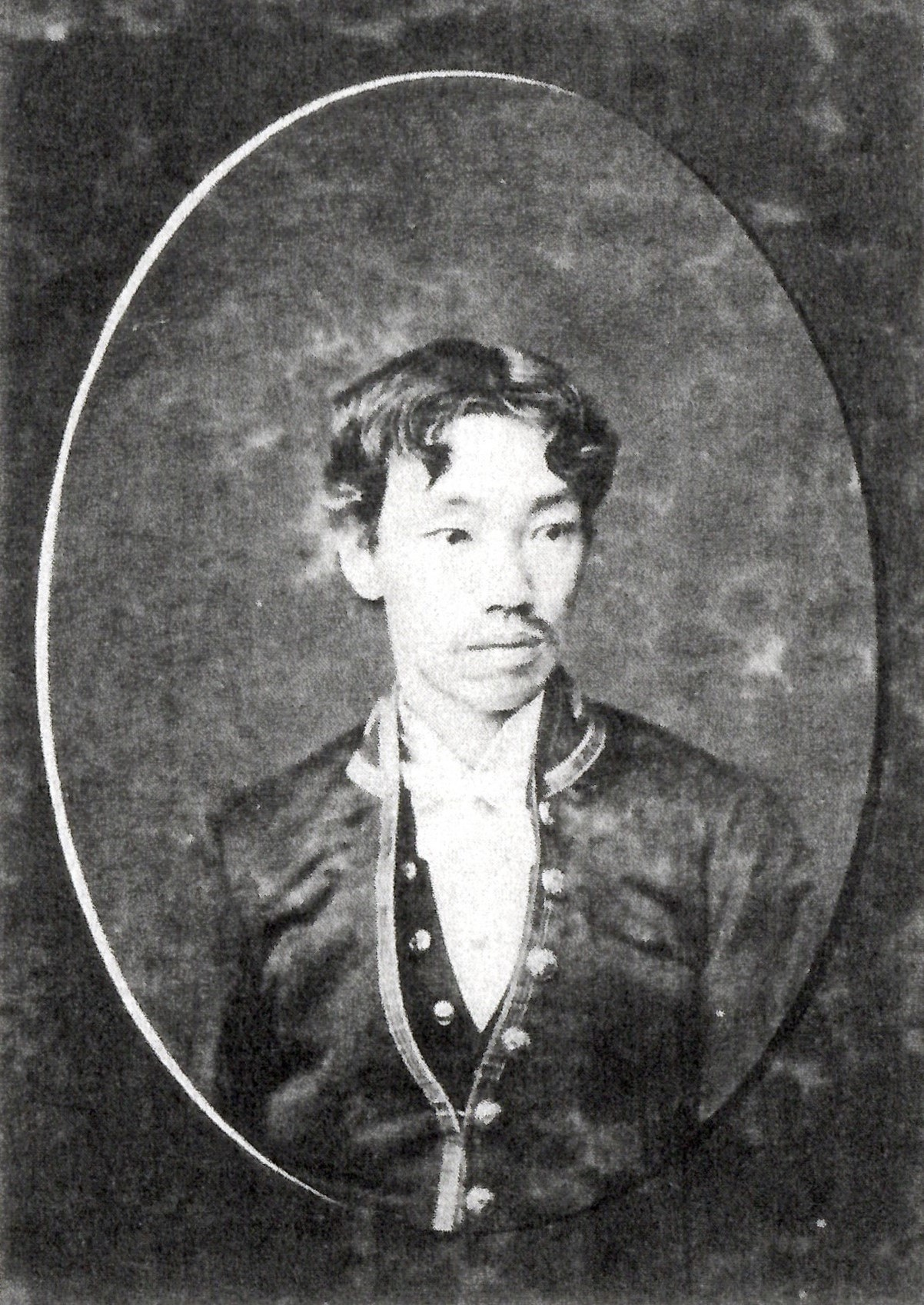
Курода Наганори (1848—1892), последний (12-й) даймё Акидзуки-хана (1862—1871)

Административный центр: город Акидзуки уезда Ясу (современный город Асакура префектуры Фукуока).
Доход хана: 50 000 коку риса.
Княжество управлялось родом Курода, который принадлежал к тодзама-даймё и имел статус правителя замка (城主). Главы рода имели право присутствовать в вербовом зале сёгуна.
В 1871 году после административно-политической реформы Акидзуки-хан был ликвидирован. Территория княжества была включена в состав префектуры Фукуока.

## Правители Акидзуки-хана
| №  | Имя и годы жизни            | Имя и годы жизни | Годы правления | Ранг, титул     | Примечания                             |
| -- | --------------------------- | ---------------- | -------------- | --------------- | -------------------------------------- |
| 1  | Курода Нагаоки (1610—1665)  | 黒田長興         | 1623-1665      | 従五位下 甲斐守 | Третий сын Куроды Нагамасы (1568—1623) |
| 2  | Курода Нагасигэ (1659—1710) | 黒田長重         | 1665-1710      | 従五位下 甲斐守 | Второй сын Куроды Нагаоки              |
| 3  | Курода Наганори (1686—1715) | 黒田長軌         | 1710-1715      | 従五位下 甲斐守 | Старший сын Куроды Нагасигэ            |
| 4  | Курода Нагасада (1695—1754) | 黒田長貞         | 1715-1754      | 従五位下 甲斐守 | Второй сын Номури Сукэхару             |
| 5  | Курода Нагакуни (1722—1762) | 黒田長邦         | 1754-1762      | 従五位下 甲斐守 | Старший сын Куроды Нагасады            |
| 6  | Курода Нагаёси (1754—1774)  | 黒田長恵         | 1762-1774      | 従五位下 甲斐守 | Старший сын Куроды Нагакуни            |
| 7  | Курода Нагаката (1770—1784) | 黒田長堅         | 1774-1784      | —               | Второй сын Ямадзаки Ёситоси            |
| 8  | Курода Наганобу (1765—1807) | 黒田長舒         | 1785-1807      | 従五位下 甲斐守 | Второй сын Акидзуки Танесигэ           |
| 9  | Курода Нагацугу (1789—1840) | 黒田長韶         | 1808-1830      | 従五位下 甲斐守 | Второй сын Куроды Наганобу             |
| 10 | Курода Нагамото (1811—1867) | 黒田長元         | 1830-1860      | 従五位下 甲斐守 | Пятый сын Ямаути Тоёкадзу              |
| 11 | Курода Нагаёси (1845—1862)  | 黒田長義         | 1860-1862      | 従五位下 甲斐守 | Третий сын Куроды Нагамото             |
| 12 | Курода Наганори (1848—1892) | 黒田長徳         | 1862-1871      | 従五位下 甲斐守 | Пятый сын Куроды Нагамото              |